# (5815) Shinsengumi
(5815) Shinsengumi (1989 AH) – planetoida z pasa głównego asteroid okrążająca Słońce w ciągu 5,69 lat w średniej odległości 3,19 j.a. Odkryta 3 stycznia 1989 roku.